# فيرنر ناومن
فيرنر ناومن (بالألمانية: Werner Naumann)‏ (و. 1909 – 1982 م) هو سياسي ألماني، ولد في سيليزيا، كان عضوًا في الحزب النازي، وكان عضوًا في الحزب الديمقراطي الحر، كان عضوًا في شوتزشتافل، وكتيبة العاصفة، ويحمل رتبة عسكرية هوبتستثرمفهرر، توفي في لودنشايد، عن عمر يناهز 73 عاماً.

## روابط خارجية
- فيرنر ناومن على موقع مونزينجر (الألمانية)